# 维拉·穆欣娜

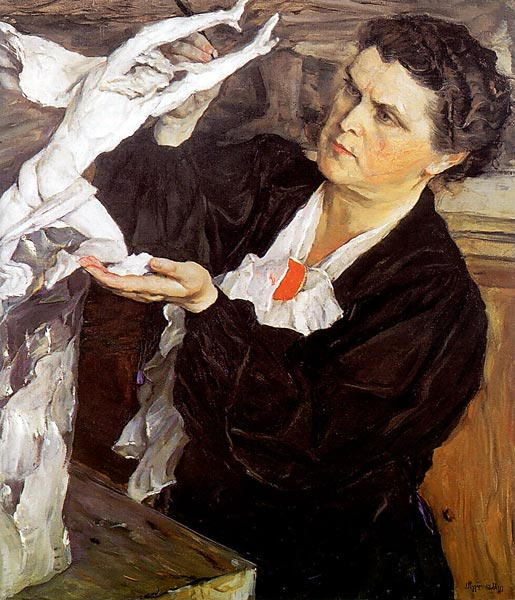
薇拉·伊格纳季耶娃·穆欣娜

薇拉·伊格纳季耶娃·穆欣娜（俄语： 1889年7月1日—1953年10月6日），苏联知名画家、雕塑家，获苏联人民画家称号，被称为“苏联雕塑女王”。知名作品包括工人和集体农庄女庄员。乌克兰克里米亚费奥多西亚设有维拉·穆欣娜博物馆。